# 크리스티나 믈라데노비치
크리스티나 믈라데노비치(Kristina Mladenovic, 1993년 5월 14일~)는 프랑스의 테니스 선수이다.